# Ricardo de Freitas Carreira
Ricardo de Freitas Carreira (nacido el 20 de enero de 1978) es un exfutbolista brasileño que se desempeñaba como defensa.
Jugó para clubes como el Ventforet Kofu.

## Trayectoria

### Clubes
| Club           | País  | Año  |
| -------------- | ----- | ---- |
| Ventforet Kofu | Japón | 2001 |

## Estadística de carrera

### J. League
| Club           | Año   | J. League | J. League | Copa J. League | Copa J. League | Total | Total |
| Club           | Año   | Part.     | Goles     | Part.          | Goles          | Part. | Goles |
| -------------- | ----- | --------- | --------- | -------------- | -------------- | ----- | ----- |
| Ventforet Kofu | 2001  | 20        | 0         | 2              | 0              | 22    | 0     |
| Total          | Total | 20        | 0         | 2              | 0              | 22    | 0     |